# 毛萼山梅花
毛萼山梅花（学名：Philadelphus dasycalyx），为虎耳草科山梅花属下的一个植物种。